# N-(Cyclohexylthio)phthalimid
N-(Cyclohexylthio)phthalimid ist eine chemische Verbindung aus der Gruppe der Carbonsäureimide und Sulfenamide.

## Gewinnung und Darstellung
N-(Cyclohexylthio)phthalimid kann durch Reaktion von Cyclohexylsulfenylchlorid  (welches wiederum aus Cyclohexanthiol gewonnen wird) mit Phthalimid gewonnen werden.

## Eigenschaften
N-(Cyclohexylthio)phthalimid ist ein brennbarer, schwer entzündbarer, beiger Feststoff mit schwachem Geruch, der praktisch unlöslich in Wasser ist. Das technische Produkt ist ein weißer, gelbbrauner oder rosafarbener, charakteristisch unangenehm riechender Feststoff, der sich ab 150 °C beginnt zu zersetzen.

## Verwendung
N-(Cyclohexylthio)phthalimid wird als Vulkanisationsverzögerer in der Gummiindustrie verwendet.

## Sicherheitshinweise
N-(Cyclohexylthio)phthalimid ist ein Typ IV-Kontaktallergen.